# Coppa di Francia 1999-2000
La 83ª edizione della Coppa di Francia, quella 1999-2000, fu vinta dal FC Nantes Atlantique. È passata alla storia perché vide arrivare una squadra non professionistica in finale, il Calais Racing Union Football Club.

## Trentaduesimi di finale
| Squadra 1                | Risultato       | Squadra 2           |
| ------------------------ | --------------- | ------------------- |
| Laval                    | 0 - 0 (3-2 dcr) | Sedan               |
| Sochaux                  | 2 - 2 (2-4 dcr) | Le Havre            |
| Amiens                   | 1 - 0           | Auxerre             |
| Lorient                  | 2 - 1           | Montpellier         |
| Rennes                   | 2 - 0           | Châteauroux         |
| RC France                | 0 - 1           | Monaco              |
| Pacy VEF                 | 0 - 2           | Metz                |
| Besançon                 | 2 - 1           | Lens                |
| Thouars Foot 79          | 1 - 0           | Nancy               |
| Grenoble                 | 1 - 2 (dts)     | Saint-Étienne       |
| Vannes                   | 0 - 1           | Troyes              |
| Olympique Saint-Quentin  | 1 - 0           | Bastia              |
| Limoges                  | 3 - 4           | Paris Saint-Germain |
| Tours                    | 0 - 1 (dts)     | Olympique Lione     |
| ES Segré                 | 0 - 1           | Olympique Marsiglia |
| Marignane                | 0 - 1           | Strasburgo          |
| SC Schiltigheim          | 1 - 3           | Bordeaux            |
| FA Carcassonne Villalbe  | 1 - 4           | Nantes              |
| Nîmes                    | 2 - 0           | CS Louhans-Cuiseaux |
| Gueugnon                 | 1 - 0           | Créteil-Lusitanos   |
| Calais RUFC              | 1 - 1 (7-6 dcr) | Lilla               |
| La Roche Vendée Football | 1 - 1 (4-5 dcr) | Tolosa              |
| Aurillac Arpajon         | 0 - 1           | Cannes              |
| USON Mondeville          | 0 - 2           | Valence             |
| Lyon-La Duchère          | 1 - 3           | Niort               |
| Baume-les-Dames          | 1 - 1 (5-4 dcr) | Évry                |
| Levallois SC             | 0 - 1           | Red Star            |
| GSI Pontivy              | 1 - 0           | Brest               |
| AS Porto Vecchio         | 1 - 1 (4-3 dcr) | Vaulx-en-Velin      |
| Langon-Castet FC         | 3 - 0           | Montagnarde         |
| Montceau                 | 3 - 2           | Vesoul HSF          |
| Les Herbiers VF          | 3 - 0           | AFC Compiègne       |

## Sedicesimi di finale
| Squadra 1               | Risultato   | Squadra 2           |
| ----------------------- | ----------- | ------------------- |
| Olympique Lione         | 1 - 0       | Troyes              |
| Olympique Marsiglia     | 3 - 4       | Gueugnon            |
| Saint-Étienne           | 0 - 0 (dts) | Lorient             |
| Besançon                | 2 - 2 (dts) | Strasburgo          |
| Red Star                | 1 - 0       | Le Havre            |
| Thouars Foot 79         | 1 - 2       | Monaco              |
| AS Porto Vecchio        | 1 - 4       | Bordeaux            |
| Olympique Saint-Quentin | 1 - 3dts    | Metz                |
| Baume-les-Dames         | 0 - 2       | Paris Saint-Germain |
| Les Herbiers VF         | 0 - 4       | Rennes              |
| Montceau Bourgogne      | 0 - 6       | Nantes              |
| Amiens                  | 1 - 1 (dts) | Laval               |
| Niort                   | 0 - 3       | Cannes              |
| Nîmes                   | 1 - 0       | Tolosa              |
| GSI Pontivy             | 2 - 1       | Valence             |
| Calais RUFC             | 3 - 0       | Langon-Castet FC    |

## Ottavi di finale
| Squadra 1   | Risultato          | Squadra 2           |
| ----------- | ------------------ | ------------------- |
| Bordeaux    | 1 - 0              | Metz                |
| Strasburgo  | 1 - 0              | Paris Saint-Germain |
| Rennes      | 3 - 2              | Lorient             |
| Nantes      | 0 - 0 (5-3 d.c.r.) | Gueugnon            |
| Red Star    | 1 - 2              | Olympique Lione     |
| GSI Pontivy | 0 - 4              | Monaco              |
| Nîmes       | 2 - 0              | Amiens              |
| Calais RUFC | 1 - 1 (4-1 dcr)    | Cannes              |

## Quarti di finale
| Squadra 1       | Risultato   | Squadra 2  |
| --------------- | ----------- | ---------- |
| Olympique Lione | 1 - 3       | Monaco     |
| Nantes          | 2 - 1 (dts) | Rennes     |
| Bordeaux        | 1 - 0       | Nîmes      |
| Calais RUFC     | 2 - 1       | Strasburgo |

## Semifinali
| Squadra 1   | Risultato   | Squadra 2 |
| ----------- | ----------- | --------- |
| Monaco      | 0 - 1       | Nantes    |
| Calais RUFC | 3 - 1 (dts) | Bordeaux  |

| Monaco 12 aprile 2000                          | Monaco    | 0 – 1        | Nantes-Atlantique | Stade Louis II |
| \| \| \| \| \| \| Marcatori \| 82’ Da Rocha \| |           |              |                   |                |
|                                                |           |              |                   |                |
|                                                | Marcatori | 82’ Da Rocha |                   |                |

| Lens 12 aprile 2000                                                                  | Calais RUFC | 3 – 1          | Bordeaux | Stadio Félix-Bollaert |
| \| \| \| \| \| Jandeau 99’ Milien 113’ Gérard 119’ \| Marcatori \| 108’ Laslandes \| |             |                |          |                       |
|                                                                                      |             |                |          |                       |
| Jandeau 99’ Milien 113’ Gérard 119’                                                  | Marcatori   | 108’ Laslandes |          |                       |

## Finale
| Squadra 1 | Risultato | Squadra 2   |
| --------- | --------- | ----------- |
| Nantes    | 2 - 1     | Calais RUFC |

| Arbitro: | Claude Colombo |

|                                   |           |             |
| Sibierski 50’ Caveglia 90’ (rig.) | Marcatori | 34’ Dutitre |

## Controversie
L'impresa del Calais RUFC fu fermata sul più bello da un rigore dubbio assegnato al Nantes: molti criticarono la scelta del direttore di gara in quanto il pubblico neutrale e addirittura alcuni tifosi del Nantes sostenevano il Calais.